# Aldtsjerk

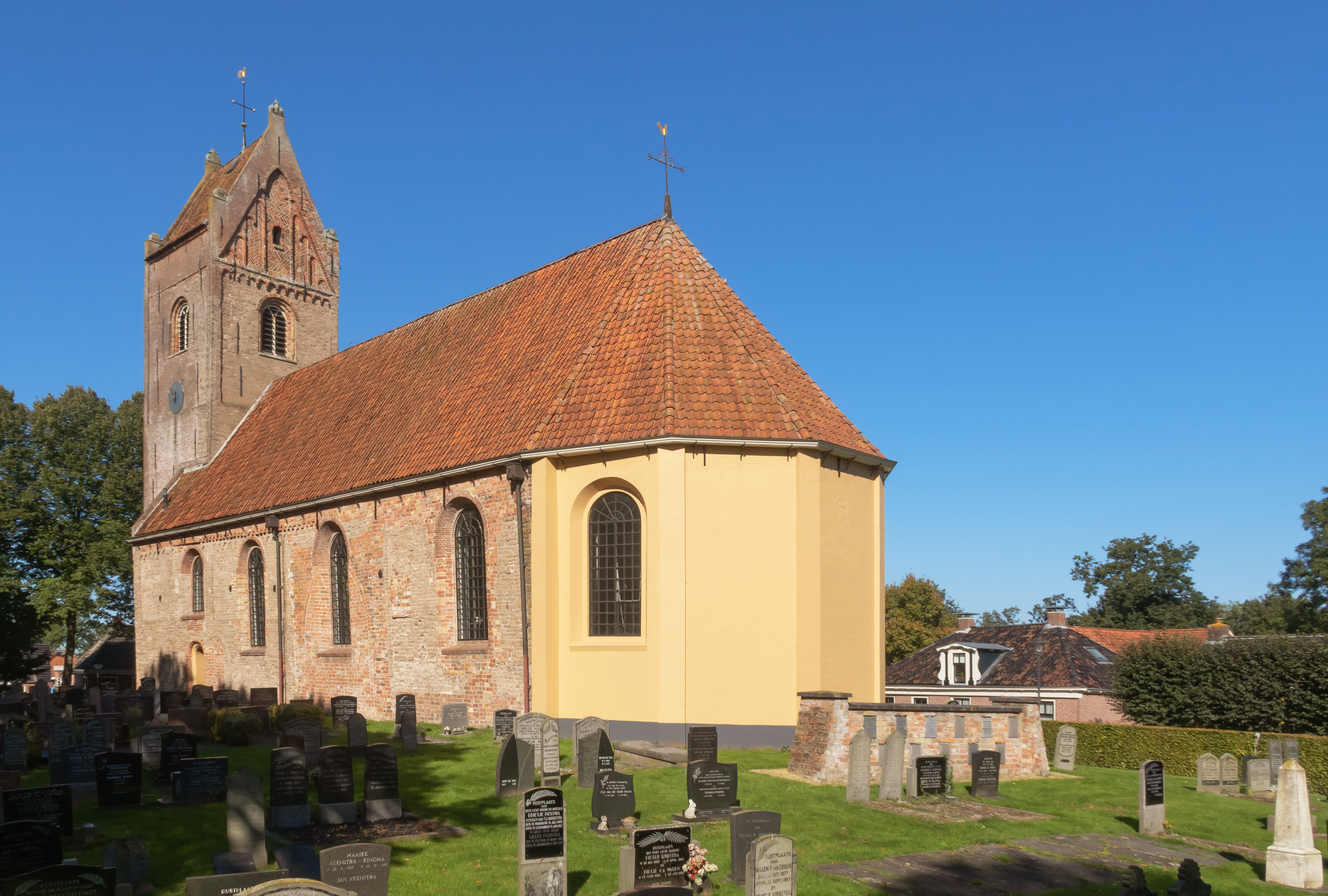
Aldttsjerk, l'église: Pauluskerk

Aldtsjerk est un village situé dans la commune néerlandaise de Tytsjerksteradiel, dans la province de la Frise. Son nom en néerlandais est Oudkerk. Le 1er janvier 2009, le village comptait 672 habitants.